# آلة كمية

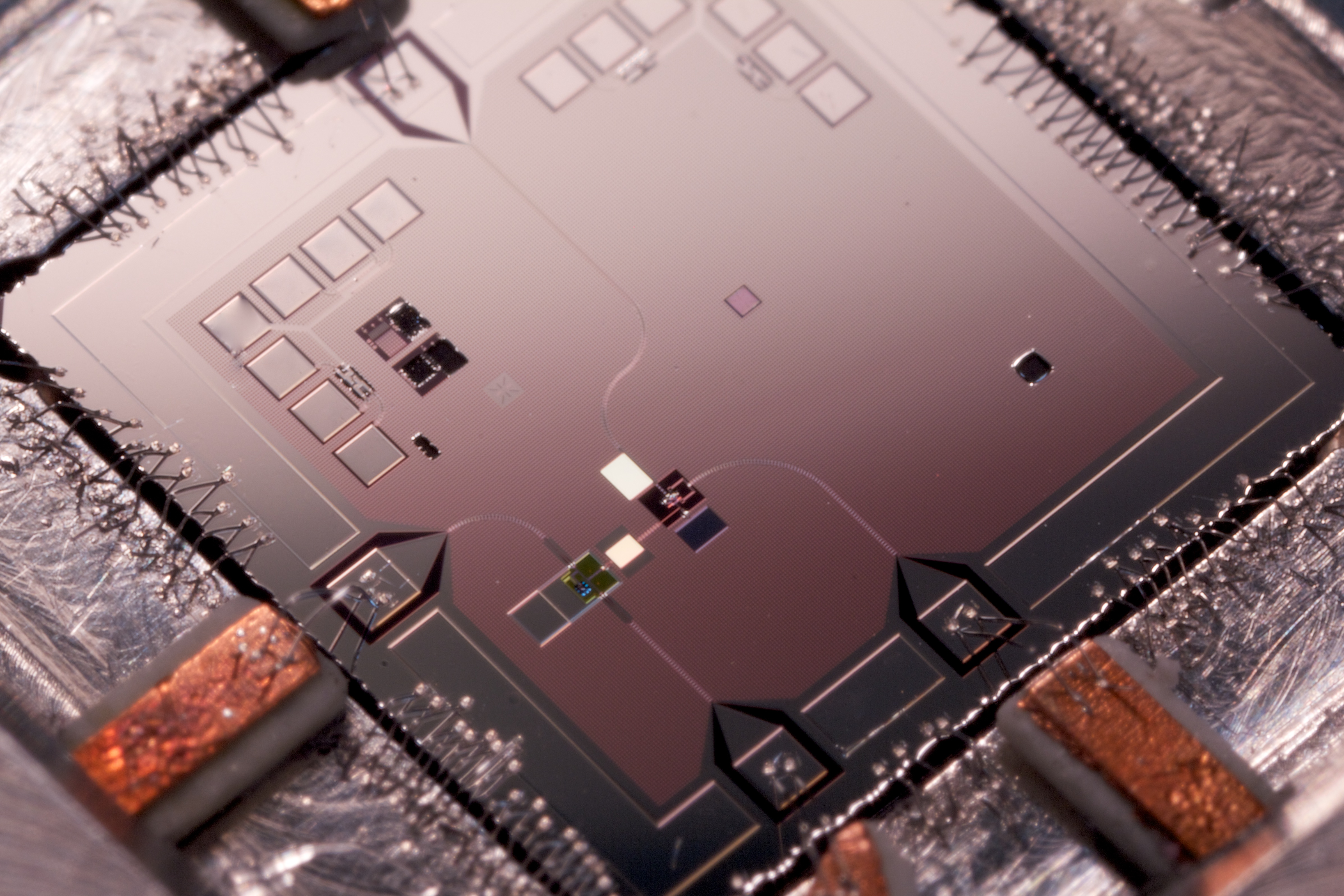
"صورة لجهاز كمومي. يقع الرنان الميكانيكي الذي تم وضعه في حالة تراكب في الزاوية السفلى اليسرى من الشريحة. المستطيل الأبيض الأصغر هو المكثف الرابط بين الرنان الميكانيكي والكيوبت."

آلة الكم (بالإنجليزية: Quantum machine)‏ هي جهاز من صنع الإنسان تتبع حركته الجمعية قوانين ميكانيكا الكم. تعود فكرة أن الأجسام العيانية قد تتبع قوانين ميكانيكا الكم إلى ظهور ميكانيكا الكم في أوائل القرن العشرين. ومع ذلك، وكما أوضحت التجربة الفكرية لقطة شرودنغر، فإن التأثيرات الكمومية لا يمكن ملاحظتها بسهولة في الأجسام كبيرة الحجم.[بحاجة لمصدر] وبالتالي، لم يتم ملاحظة الحالات الكمية للحركة إلا في ظروف خاصة عند درجات حرارة منخفضة للغاية. قد تنشأ هشاشة التأثيرات الكمومية في الأشياء العيانية من إزالة الترابط الكمي السريع. ابتكر الباحثون أول آلة كمومية في عام 2009، وحصل هذا الإنجاز على لقب «اختراق العام» من قبل ساينس في عام 2010.